# Julian de Guzmán
Julian Bobby de Guzmán (* 25. März 1981 in Toronto, Ontario) ist ein ehemaliger kanadischer Fußballspieler und Rekordnationalspieler seines Landes.

## Karriere

### Vereine
Er begann seine Karriere in der Jugend des kanadischen Vereins North Scarborough SC in seiner Heimatstadt und hatte früh den Traum, in Europa zu spielen. So wechselte er bereits als Jugendspieler nach Frankreich zu Olympique Marseille. Nach einem Wechsel zum 1. FC Saarbrücken debütierte der defensive Mittelfeldspieler im Mai 2001 im deutschen Profifußball in der 2. Bundesliga. Zur Saison 2002/03 wechselte er zum Bundesliga-Aufsteiger Hannover 96 und absolvierte bis Saison 2004/05 78 Bundesligaspiele für 96, in denen er zwei Tore erzielen konnte. 2005 wechselte de Guzmán ablösefrei zu Deportivo La Coruña in die spanische Primera División. Im September 2009 kehrte er nach Kanada zurück und schloss sich dem Toronto FC an. Im Juli 2012 wechselte de Guzmán zum US-amerikanischen Ligakonkurrenten FC Dallas, wo sein Vertrag Anfang Dezember 2012 aufgelöst wurde.
Ende Januar 2013 unterschrieb de Guzmán einen Vertrag bis zum Saisonende 2012/13 beim deutschen Zweitligisten SSV Jahn Regensburg. Im Sommer 2013 verließ er die Regensburger nach dem Abstieg aus der 2. Bundesliga wieder.
Nach einer Saison in der griechischen Liga kehrte er 2015 nach Kanada zurück, wo er für das Hauptstadt-Franchise Ottawa Fury spielte, bevor er im Winter 2016 seine aktive Karriere beendete.

### Nationalmannschaft
Julian de Guzmán absolvierte insgesamt 89 Spiele für die kanadische Nationalmannschaft und erzielte dabei vier Tore. Mit seinem 85. Länderspiel am 17. November 2015 löste er Paul Stalteri als kanadischen Rekordnationalspieler ab.

### Als Trainer
Nach dem Ende seiner Spielerkarriere wurde de Guzmán am 30. Januar 2017 zum Assistenz-Trainer von Paul Dalglish bei Ottawa Fury ernannt. Am 15. August 2017 wurde de Guzmán, Interimsmäßig Cheftrainer von Ottawa Fury FC. 2 Wochen später am 3. September wurde de Guzmán zum dauerhaften Cheftrainer von Ottawa Fury, der als Co-Trainer den ehemaligen deutschen 3. Liga Profi Victor Oppong holte. Am 21. Dezember 2017 wurde De Guzman, zum General Manager ernannt, weil der Serbe Nikola Popović der zuletzt Swope Park Rangers trainierte, den vakanten Cheftrainerposten bei Ottawa Fury übernahm.

## Persönliches
Er ist der Sohn eines philippinischen Vaters und einer jamaikanischen Mutter. Sein jüngerer Bruder Jonathan de Guzmán ist ebenfalls Profifußballer und spielte für die niederländische Fußballnationalmannschaft.